# Йозеф Хованець
Йо́зеф Хо́ванець (чеськ. Jozef Chovanec; 7 березня 1960, Поважська Бистриця, Чехословаччина сучасна Словаччина]) — колишній чехословацький футболіст і чеський футбольний тренер і функціонер (за походженням словак). Тривалий час грав за празький клуб «Спарта», багаторазовий чемпіон Чехословаччини. У складі збірної Чехословаччини брав участь у іемпіонаті світу з футболу 1990 року. В 1998–2001 роках був головним тренером чеської національної збірної, котру вивів до фінального турніру чемпіонату Європи 2000 року. З січня 2006 року — президент футбольного клубу «Спарта». Одружений, має двох дочок.

## Кар'єра гравця
Хованець почав грати у футбол у дитячому клубі «Слован» із Дольних Кочковиць, згодом в юнацькій команді «Гумарне» з Пухова. У сезоні 1978/79 Йозеф уже грав в основному складі празької «Спарти». Під час строкової служби в армії з 1979 по 1981 рік грав за армійський клуб «Хеб». Потім повернувся до «Спарти», де провів наступні сім років, після чого в 1988 році на умовах оренди перейшов у нідерландський ПСВ. У 1991 році Йозеф знову повернувся до «Спарти», за яку грав до закінчення своєї кар'єри гравця в 1995 році.
У складі «Спарти» Хованець п'ять разів ставав чемпіоном Чехословаччини (в 1984, 1985, 1987, 1989 і 1993 роках), двічі — чемпіоном Чехії (в 1994 і 1995 роках); чотири рази вигравав Кубок Чехословаччини. Він провів 333 матчі в найвищій чехословацькій лізі, забивши в них 49 м'ячів; у вищій чеській лізі відіграв 48 матчів і забив 8 м'ячів.
У складі ПСВ тричі перемагав у чемпіонаті Нідерландів (в 1989, 1991 і 1992) і двічі ставав володарем Кубка Нідерландів (в 1989 і 1990).
У складі збірної Чехословаччини з 1984 по 1992 роки він провів 52 матчі, у яких забив чотири м'ячі, брав участь у чемпіонаті світу 1990 року.

## Тренерська кар'єра
На початку сезону 1995/96 років Хованець був призначений тренером «Спарти». Під його керівництвом «Спарта» двічі (в 1996 і 1997 роках) ставала чемпіоном Чехії. У 1998 році його призначили головним тренером чеської національної збірної. Збірна успішно провела кваліфікаційний раунд чемпіонату Європи 2000 року, вигравши всі матчі посівши перше місце. У фінальному турнірі збірна потрапила до дуже важкої групи з Нідерландами і нещодавнім чемпіоном світу Францією. Вигравши лише один матч проти Данії, чеська збірна посіла в групі третє місце, що позбавило її права на участь у чвертьфіналах.
У наступному кваліфікаційному сезоні збірна Чехії грала значно гірше й посіла в групі лише друге місце, пропустивши вперед данців. У стикових матчах чеська збірна програла команді Бельгії і не потрапила до фінальної частини чемпіонату світу. Після цієї невдачі Хованець подав у відставку.
Надалі Хованець працював тренером у декількох клубах, але ніде не затримувався надовго. З серпня 2002 по листопад 2003 року він тренував клуб першої ліги «Маріла Пжибрам» з Праги; потім дістав призначення на посаду спортивного керівника клубу, яку займав до початку 2005 року. В сезоні 2005 року тренував російський клуб «Кубань» з Краснодару, а в січні 2006 року був призначений президентом свого колишнього клубу «Спарта».
У Чехії Хованець — авторитетний фахівець; окрім роботи в клубі, він співпрацює з Чеським футбольним союзом, а на телебаченні — футбольним коментатором.
Тричі визнаний у Чехії тренером року у 1998, 1999 та 2000 роках.

## Титули й досягнення

### Як гравець
- Чемпіон Чехословаччини (6):

«Спарта» (Прага): 1983-84, 1984-85, 1986-87, 1987-88, 1990-91, 1992-93
- Володар Кубка Чехословаччини (3):

«Спарта» (Прага): 1983-84, 1987-88, 1991-92
- Чемпіон Чехії (2):

«Спарта» (Прага): 1993-94, 1994-95
- Чемпіон Нідерландів (2):

ПСВ: 1988-89, 1990-91
- Володар Кубка Нідерландів (2):

ПСВ: 1988-89, 1989-90

### Як тренер
- Чемпіон Чехії (2):

«Спарта» (Прага): 1996-97, 1997-98, 2009-10
- Володар Суперкубка Чехії (1):

«Спарта» (Прага): 2010